# José Luis Mayoz
Mayoz  Aizpurua est un nom espagnol. Le premier nom de famille, en général paternel, est Mayoz ; le second, en général maternel, souvent omis, est Aizpurua.
José Luis Mayoz Aizpurua, né le 15 janvier 1954 à Aguinaga (Usúrbil),, est un coureur cycliste espagnol. Son fils Iban a lui aussi été coureur cycliste

## Biographie
Chez les amateurs, José Luis Mayoz a été membre du Club Ciclista Irunés. Il a également évolué au sein de l'équipe Olsa, basée à Bilbao. Avec cette formation, il s'impose notamment à quatre reprises en 1974. Grâce à ses performances, il intègre l'équipe nationale d'Espagne. Sous les couleurs de son pays natal, il se classe notamment deuxième d'une étape du Tour de l'Avenir en 1976. La même année, il prend la sixième place du Grand Prix Guillaume Tell. Il s'impose par ailleurs sur le Tour de Lleida. 
Après ses performances, il évolue au niveau professionnel entre janvier 1977 et avril 1982 au sein de diverses formations espagnoles. Principalement équipier, il parvient toutefois à terminer deuxième du Tour de Ségovie en 1978, troisième du Grand Prix de Valence en 1979 ou encore de la Classique d'Ordizia en 1980. Il participe également à deux éditions du Tour de France, au service de ses leaders.

## Palmarès
- 1974
  - 2e de la Prueba Alsasua
- 1975
  - 2e de la Subida a Gorla
- 1976
  - Tour de Lleida
  - 3e de la Subida a Gorla
- 1978
  - 2e du Tour de Ségovie
- 1979
  - 3e du Grand Prix de Valence
  - 10e du Tour du Pays basque
- 1980
  - 2e de la Classique d'Ordizia
  - 3e du Grand Premio Caboalles de Abajo

## Résultats sur les grands tours

### Tour de France
2 participations
- 1980 : 54e
- 1981 : abandon (17e étape)

### Tour d'Espagne
2 participations
- 1978 : 18e
- 1979 : 42e